# Castillo de Azinhalinho
El Castillo de la Azinhalinho, en Alentejo, fue construido en la parroquia y pueblo de Corval, municipio de Reguengos de Monsaraz, distrito de Évora, en Portugal.

## Historia
Se cree que estos rastros corresponden a un castillo solariego construido durante el reinado de Alfonso III de Portugal (1248-1279).
Estos remanentes fueron clasificados como Propiedad de Interés Público por el Decreto N.º 41.191, publicado en la DG 162 el 18 de julio de 1957.